# Finalissima
La finalissima fu, dal 1913 al 1926 (con le eccezioni dell'incompiuto torneo del 1915 e della Prima Categoria 1921-1922), la fase conclusiva del campionato italiano di calcio. Essa metteva a confronto il miglior club dell'Italia settentrionale contro la corrispettiva squadra del Centro-Sud (quest'ultima premiata col titolo di Campione dell'Italia centrale e meridionale).
L'istituzione della finalissima e, conseguentemente, del torneo centro-meridionale avvenne con l'intento di allargare il campionato per includervi tutti i club italiani. All'atto pratico, tuttavia, le sfide che videro Nord contro Sud furono appuntamenti protocollari in quanto, salvo rare eccezioni, le squadre dell'Italia peninsulare non furono all'altezza di contendere il titolo nazionale ai sodalizi provenienti dal Triangolo industriale e dall'Emilia. La finalissima cessò di esistere nel 1926, con la soppressione della Lega Sud e l'ammissione delle tre migliori squadre del Mezzogiorno al nuovo campionato di Divisione Nazionale assieme alle compagini del Settentrione.

## Storia

### Antefatto: le finali Nord-ovest contro Nord-est
Sebbene alcune storiche società di calcio si siano formate lungo l'intera penisola italiana verso la fine dell'Ottocento (ad esempio il Florence Football Club nel 1898 e il Palermo nel 1900), solo nel Triangolo Industriale si creò una concentrazione di squadre di football tale da permettere la nascita di un campionato.
I primi tornei tricolori erano strutturati su un sistema a eliminazione diretta, in cui i primi turni erano a carattere regionale per poi passare, in caso di qualificazione, a un livello nazionale. La manifestazione si concludeva con una finale a due per l'assegnazione del titolo. Col passare degli anni si cominciò a modificare la formula sostituendo alle gare secche una serie di gruppi eliminatori. In ogni caso ciascuna fase, indipendentemente dal fatto che si trattasse di un raggruppamento o di una sfida a due, prendeva il nome di girone: vi erano quindi ad esempio un Girone Eliminatorio, un Girone Semifinale e un Girone Finale. In questo periodo, visto l'esito delle amichevoli, solo tre regioni potevano schierare squadre in grado di confrontarsi nel campionato in maniera equilibrata: il Piemonte, la Liguria e la Lombardia. Le formazioni delle altre regioni non potevano accedere al torneo, dato che nei vari incontri informali incappavano in pesanti sconfitte da squadre del Nordovest anche non di primo piano.
Nel 1909 la FIGC, da pochi anni ammessa alla FIFA, decise una drastica riforma del campionato. Sul modello della English League, il meccanismo del torneo venne semplificato iscrivendo tutte le nove partecipanti ad un Girone Unico che si sarebbe concluso con una classifica per determinare a fine stagione la squadra vincitrice del titolo. Secondo il regolamento dei campionati 1909-10, l'Italia era ufficialmente divisa in cinque sezioni separate (Italia Nord-Occidentale, Italia Nord-Orientale, Italia Centrale, Italia Meridionale e Italia Insulare), ma solo i campioni nord-occidentali, in caso di mancata disputa di finali intersezionali con le vincenti delle altre sezioni, avevano diritto al titolo di campione assoluto d'Italia rappresentato dalle Coppe Challenge. La Federazione era però intenzionata ad allargare i confini del torneo, per dargli davvero una valenza nazionale. Ciò è testimoniato dall'articolo 6 del regolamento dei campionati 1909-10, secondo cui ai campioni della Prima Sezione (Italia Nord-Occidentale) «saranno inoltre assegnate le coppe Challenge esistenti ad essa riservate; queste coppe passeranno in possesso temporaneo a quella squadra che ne risulterà vincente in eventuali gare intersezionali, quando la I sezione sarà interessata». L'articolo in questione afferma dunque che il titolo di Campione d'Italia è assegnato al campione nord-occidentale; tuttavia, nel caso si fossero disputate delle finali intersezionali tra il campione nord-occidentale e i campioni delle altre sezioni (sempre di Prima Categoria), il titolo di Campione d'Italia sarebbe stato riassegnato al vincente delle finali intersezionali.
Per la stagione 1909-10 fu organizzato il campionato di Prima Categoria soltanto per la Prima Sezione (Italia Nord-Occidentale), dunque il campione nord-occidentale si laureò campione d'Italia senza dover disputare partite di finale a livello intersezionale. L'anno successivo, tuttavia, la FIGC organizzò un campionato di Prima Categoria anche per la seconda sezione (Italia Nord-Orientale), inglobandolo nel torneo nazionale, e ammettendovi tre squadre venete e un'emiliana (il Bologna). Il problema era, come si è detto, la netta differenza di valore fra le squadre provenienti dalle diverse parti del Paese. Nel 1911 il L.R. Vicenza e nel 1912 il Venezia sfidarono i campioni occidentali nella gara conclusiva (la Pro Vercelli in entrambi i casi) uscendone nettamente sconfitte, con cinque gol al passivo per i biancorossi e addirittura tredici per i neroverdi lagunari.

### La finalissima Nord contro Centro-sud

#### Le vittorie piemontesi sulla Lazio e la sospensione del 1915

La finalissima nazionale del 1913 descritta su La Stampa Sportiva.

Pino Fioranti (a sinistra) nel giorno della finale nazionale nel 1913.

Per garantire la definitiva patente di nazionalità al titolo, la FIGC aveva però bisogno che il campionato coinvolgesse anche il Centro e il Sud. A quei tempi, a eccezione delle due iscritte al "Campionato meridionale di Seconda Categoria", le formazioni centro-meridionali disputavano vari tornei regionali inquadrati nella Terza Categoria, livello consono in rapporto alla forza delle squadre del Nord. Per raggiungere l'obiettivo prefissatosi la Federazione attuò una specie di "sfasatura" tra l'organizzazione calcistica delle due parti del Paese, elevando d'ufficio i tornei del Centro-Sud alla Prima Categoria, pur non essendo tali raggruppamenti paragonabili a quelli del Nord. Dati i differenti valori, il calcio del Nord e quello del Sud furono dunque divisi in due organizzazioni parallele, che si incontravano in occasione della gara per l'assegnazione del titolo nazionale. Dato che contemporaneamente al Nord si era tornati indietro sulla decisione del Girone Unico, ristabilendo i Gironi Eliminatori regionali propedeutici al Girone Finale, gli incontri conclusivi fra i campioni del Nord e quelli del Sud presero il nome di Girone Finalissimo, o semplicemente di finalissima.
La creazione del Campionato del Centro-Sud e della Finalissima fu decisa all'Assemblea Federale del 31 agosto 1912, durante la quale venne approvato il "progetto Valvassori-Faroppa", un piano di riforma dei campionati che tra le varie novità prevedeva l'ammissione, per la prima volta, al campionato di Prima Categoria (allora la massima serie) delle squadre del centro-sud. La Stampa scrisse: «Il rappresentante partenopeo, sig. Bayon, pronunciò una calorosa difesa dei clubs meridionali chiedendo che la Federazione madre venga finalmente in loro aiuto... L'ispirato discorso fu salutato da prolungati applausi. Col nuovo regolamento anche l'Italia centro-meridionale avrà i suoi campionati regionali, e la squadra che avrà vinto le semifinali del Sud si incontrerà in due matches finali con la squadra vincitrice del girone finale del Nord».
La dicotomia lessicale fra la finale del Nord e la finalissima nazionale si perpetuò negli anni per il fatto che la vera finale del campionato, quella che assegnava de facto il titolo, era la sfida che concludeva il torneo settentrionale, essendo la finalissima un appuntamento dal risultato scontato, utile solo a dare completezza a un titolo già in pratica acquisito. Nei fatti, le finalissime non ebbero quasi mai un andamento di gioco che mettesse in dubbio l'esito favorevole ai campioni del Nord. Nel 1912-13, a Genova, la Pro Vercelli ratificò la vittoria del titolo sommergendo di sei reti (a zero) la Lazio, campione del Centro-sud, anche se al 78° il risultato era ancora sul 2-0 e quattro delle sei reti vercellesi giunsero solo nei dodici minuti finali. Nell'anno successivo fu invece il Casale a travolgere la solita Lazio per un totale di nove reti a uno: a Casale Monferrato i nerostellati, dopo un primo tempo un po' più sofferto (chiuso in vantaggio per 1-0), dilagarono nella ripresa imponendosi per 7-1; al ritorno a Roma la partita fu più equilibrata, con il Casale che si impose per 2-0, con una rete per tempo (una delle quali in sospetto fuorigioco). Nel 1915, quando il campionato fu interrotto a causa dello scoppio della prima guerra mondiale, la Federazione assegnò lo scudetto al Genoa, che era in testa al Girone Finale del Nord al momento della sospensione, senza preoccuparsi del torneo in corso al Sud, ciò a testimonianza di come la finalissima fosse considerata un appuntamento quasi protocollare.

#### L'exploittoscano

Il Livorno della stagione 1919-1920, vincitore del torneo dell'Italia centro-meridionale e finalista in Prima Categoria.

Nell'immediato Dopoguerra, tuttavia, la crescita del calcio toscano determinò nelle stagioni 1919-20 e 1920-21 la disputa di finalissime più combattute che i club settentrionali vinsero con difficoltà contro le finaliste centro-meridionali. Nel 1919-20 l'Inter affrontò la finalissima contro il Livorno sul campo neutro di Bologna. Non fu la solita passeggiata contro le sprovvedute formazioni centro-meridionali, perché l'essere importante sede portuale aveva attratto nella città toscana numerosi giovani inglesi che avevano dato un forte contributo allo sviluppo del calcio locale. Ciononostante, l'esito della sfida fra nerazzurri ed amaranto non fu mai in discussione, tranne che nei minuti conclusivi, a causa della parziale rimonta dei labronici. Tale fu il giudizio del quotidiano torinese La Stampa sulla partita: «L'Internazionale F.C. ha arrischiato di farsi mettere in iscacco dall' [...] audace squadra dell'U.S. Livorno, campioni di football dell'Italia centro-meridionale. L'U.S. Livorno dev'essere tornata piena di orgoglio ai propri lari. Cedere di misura ad una squadra come quella dei nero azzurri, per due goals contro tre, dopo di aver giuocato due terzi della partita con dieci uomini, può essere considerato dai livornesi come una mezza vittoria. Essi dovettero il brillante risultato alla loro resistenza e ad una grande tenacia di tutti i loro elementi, sorretti da un meraviglioso entusiasmo».
La cronaca della Stampa prosegue notando un calo di forma dell'Inter, a causa della lunghezza spossante del campionato. I meneghini, nondimeno, chiusero il primo tempo in vantaggio per 3-0 con doppietta di Agradi al 12' e al 34' e gol di Aebi al 44', complice anche l'infortunio al 7' del terzino avversario Innocenti I: il difensore infatti, dopo aver tentato di proseguire l'incontro, fu costretto a uscire definitivamente dal campo al 29', obbligando il Livorno a giocare il resto della partita in 10. Secondo la cronaca del quotidiano livornese Il Telegrafo, comunque, i labronici non meritavano tale passivo, dato che avevano creato ma non concretizzato numerose occasioni da gol (tra cui un rigore fallito sullo 0-0). Il giornale, inoltre, sostenne che il gol del 3-0 nerazzurro fu siglato «in evidente posizione di off-side»: questa circostanza, tuttavia, non è confermata dalla Stampa. Nella ripresa, tuttavia, sempre secondo la cronaca della Stampa, i milanesi, ormai esausti, «devono subire una superiorità effettiva da parte di coloro i quali sono stati fino allora dominati». A riequilibrare la situazione influì anche l'infortunio del giocatore nerazzurro Viganò all'8', che ne penalizzò il rendimento, malgrado fosse riuscito a rientrare in campo. I gol livornesi arrivarono nel finale: al 38', dopo una palla gol del Livorno sventata in corner da Francesconi, sul successivo calcio d'angolo, battuto da Corte, Magnozzi insaccò di testa, accorciando le distanze; quattro minuti dopo, lo stesso Magnozzi, approfittando di una mischia in area neroazzurra, provocò l'autorete del portiere neroazzurro Piero Campelli, portando il risultato sul 3-2 (alcune fonti attribuiscono proprio a Magnozzi il gol). A quel punto, il Livorno sfiorò, secondo Il Telegrafo, la rete del pareggio con Jacoponi ma non riuscì nell'intento: l'Inter, perciò, conquistò, anche se con più fatica del previsto, la vittoria del suo secondo scudetto.

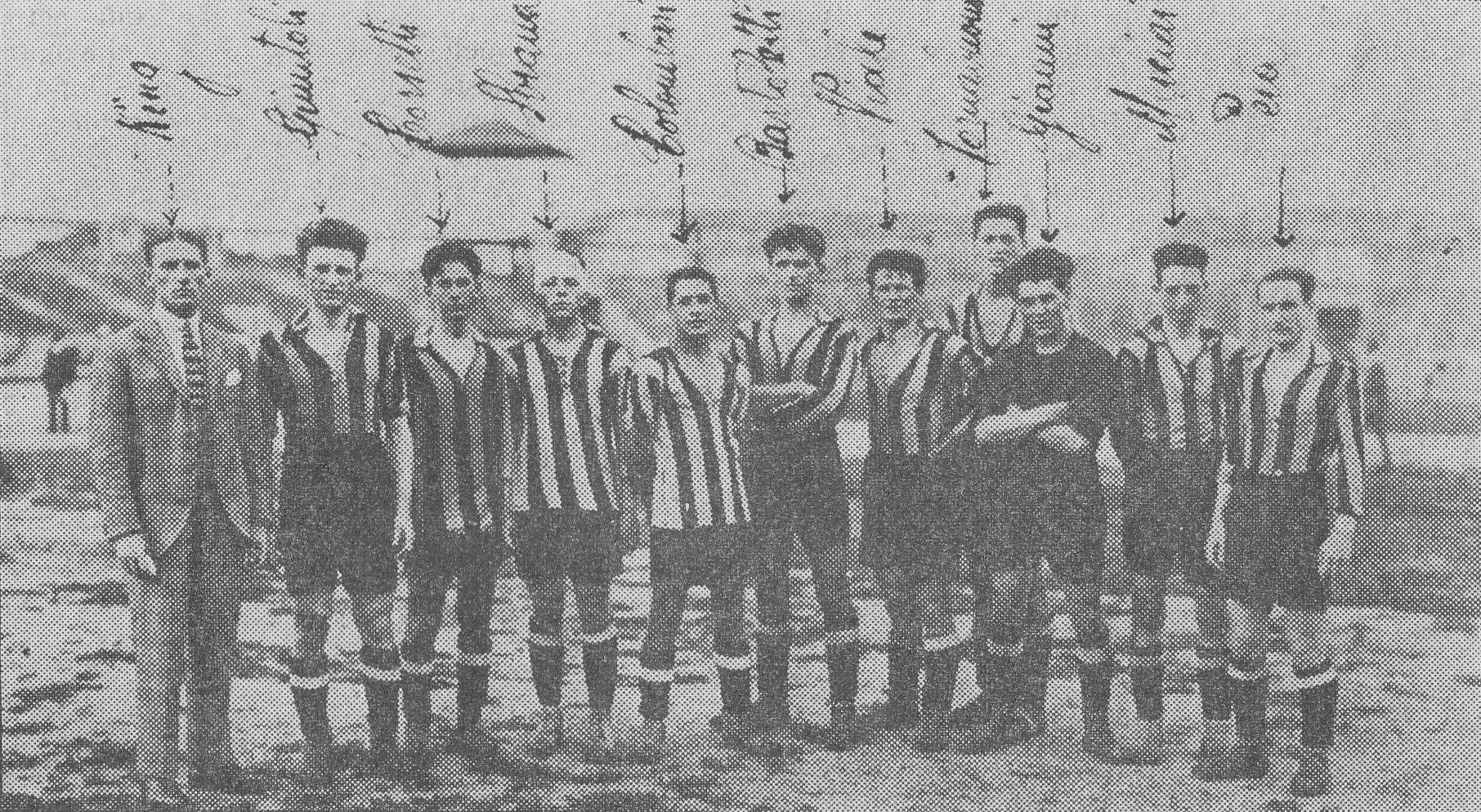
Una formazione del Pisa, vice-campione d'Italia nel 1921

L'anno successivo fu invece il Pisa a dare filo da torcere alla blasonata Pro Vercelli, perdendo per 2-1 una partita molto contestata dai pisani che accusarono l'arbitro dell'incontro, Olivari di Genova, di aver favorito la vittoria della Pro, non espellendo il vercellese Rampini per fallo su Gnerucci (che fu costretto a uscire per infortunio lasciando la squadra in dieci), convalidando il gol della vittoria vercellese in netto fuorigioco e espellendo un giocatore pisano, Viale, per aver protestato per la convalida del gol (il Pisa fu costretto così a giocare in 9 contro 11). I gol della Pro Vercelli furono segnati da Ceria al 39° e da Rampini al 63°, mentre il gol del momentaneo pareggio pisano fu siglato da Sbrana su rigore al 47°. Il Pisa presentò reclamo alla Federazione chiedendo la ripetizione della gara, condizionata a loro dire sia dall'arbitraggio avverso sia dalla scelta inappropriata di Torino come "campo neutro" per la partita, ma esso venne respinto diversi mesi dopo la fine del torneo. Secondo la Stampa di Torino invece l'arbitraggio fu regolare e la vittoria della Pro Vercelli meritata date le numerose occasioni da gol create, molte delle quali sventate dalle parate del portiere del Pisa Gianni, la cui prestazione venne molto lodata.

#### Il ritorno delle squadre romane e l'impresa sfiorata dal Savoia
Proprio per il fatto di non aver sfigurato nella finalissima ma anche per loro richiesta (alle toscane risultavano più agevoli le trasferte al Nord che non nel Lazio o in Campania), le compagini toscane furono accorpate al Nord. La finalissima tornò da quel momento ad essere una formalità, nonostante i progressi mostrati nelle amichevoli dalle compagini laziali e campane; a titolo di esempio, il Genoa fu fermato sul pari dalla Fortitudo di Roma e sconfisse a stento la Puteolana grazie a una rete segnata a tre minuti dalla fine nel corso di una tournée amichevole durante le festività di Pasqua del 1922. In quell'annata si tennero due campionati paralleli, un torneo minore gestito dalla FIGC e uno di maggior prestigio organizzato dalla CCI: solo in quest'ultimo si svolse una finalissima Nord-Sud, nella quale la Fortitudo perse 3-0 in casa e 5-2 in trasferta con la Pro Vercelli; in tale occasione la Lega Sud definì la finalissima Nord-Sud un "incontro di propaganda". È da notare, comunque, che lo statuto confederale prevedeva che la sfida si giocasse in gara unica a Roma, ma i vercellesi chiesero e ottennero che si disputasse una partita di ritorno in casa propria, segno che non intendevano sottovalutare gli avversari romani, reduci dal suddetto pareggio contro il Genoa finalista settentrionale. Nel 1922-23 il campionato ritornò a essere unitario sotto l'egida della FIGC, e la Lazio perse per 4-1 a Genova e 2-0 in casa la finalissima contro il Genoa.
Nel 1924 il Savoia di Torre Annunziata entrò nella storia del calcio italiano, in quanto fu la prima squadra dell'Italia centro-meridionale a terminare invitta un match contro una squadra dell'Italia settentrionale. La partita di andata della finalissima tra Genoa e Savoia, tenutasi a Genova il 31 agosto 1924: il punteggio finale fu di 3-1 per i rossoblù. A passare agli annali fu, invece, l'incontro di ritorno, disputatosi al Campo Oncino di Torre Annunziata il 7 settembre. Tutto si decise nel secondo tempo: i genoani, accolti tra l'entusiasmo generale dei tifosi e ricevuti dal sindaco Francesco Galli de' Tommasi, si portaronò in vantaggio con Moruzzi, che realizzò un presunto gol fantasma su una corta respinta di Visciano dopo un tiro dalla distanza di Catto; passati appena due minuti, arrivò il pari dei biancoscudati con Mombelli, che su passaggio di Bobbio fulminò il portiere della Nazionale De Prà. Il Savoia finì invano l'incontro all'attacco alla ricerca della vittoria, che avrebbe dato la bella in campo neutro ai bianchi. In seguito, secondo fonti oplontine, l'arbitro Augusto Rangone riconobbe che la rete di Moruzzi non andava convalidata e che l'aveva concessa soltanto perché non riteneva il Savoia capace di costringere il Genoa allo spareggio.

Il Savoia Campione della Lega Sud e secondo in campionato.
(in piedi da sinistra): Di Giorgio (all.), Maltagliati, Ghisi I, Bobbio, Mombelli, Orsini; (al centro da sinistra): Borghetto, Gaia, Cassese; (seduti da sinistra): Nebbia, Visciano, Lobianco

I giornali commentano le due gare di finale

(Il Mattino, 1º settembre 1924)
(Il Corriere di Napoli, 7 settembre 1924)

#### Le due sconfitte dell'Alba e l'abolizione della finalissima
Nella stagione 1924-25 il club centro-meridionale che ottenne la qualificazione alla Finalissima fu l'Alba Roma, sebbene tale impresa risultò viziata da una presunta combine di cui sarebbe stato protagonista il portiere della Cavese Pasquarelli in occasione di uno degli scontri diretti fra i capitolini e i metelliani. In ogni caso, l'Alba poté affrontare il Bologna, perdendo 4-0 a Bologna e 2-0 a Roma. Il quotidiano romano L'Impero giustificò in parte la sconfitta per 4-0 all'andata con il fatto che l'Alba fosse fuori forma, dato che non disputava partite ufficiali da quasi due mesi. Lo stesso giornale ritenne poi immeritata la sconfitta casalinga per 2-0 al ritorno, lamentandosi con l'arbitro Pinasco che convalidò al Bologna il gol di Della Valle che aveva sbloccato il risultato, nonostante la sospetta posizione di fuorigioco dell'autore dell'assist (Schiavio), e non vide un gol fantasma dell'Alba (il portiere felsineo Gianni aveva parato dentro la porta una conclusione violentissima dell'albino Rovida). Secondo L'Impero, nella partita di ritorno le due squadre si erano equivalse, e il vero Bologna si era visto soltanto per una decina di minuti nella ripresa, anche a causa della prestazione dei giocatori albini Berti, Rovida e Delle Fratte, i quali avevano fermato sul nascere più volte gli assalti felsinei avviando il contrattacco; lo stesso giornale aggiunse che i due gol felsinei (di Della Valle al 30° e di Rubini all'80°) furono propiziati da due errori del portiere albino Zancanaro, che tuttavia nella stessa partita aveva parato tiri ben più difficili e insidiosi.
Nella stagione 1925-26 l'Alba si qualificò di nuovo alla Finalissima contro la Juventus battendo per 6-1 e 1-1 l'Internaples. Nel frattempo, con la Carta di Viareggio del 2 agosto 1926, fu abolita la separazione tra un campionato del Nord e un campionato nel Centro-Sud ammettendone tre squadre: Alba, Internaples (ribattezzato Napoli nell'estate 1926) e Fortitudo in Divisione Nazionale, un campionato finalmente unificato tra Nord e Sud. L'ammissione di ben tre squadre centro-meridionali al nuovo massimo campionato non mancò di suscitare proteste tra i club del Nord, che non ritenevano le squadre del Sud sufficientemente competitive per giocare insieme alle grandi del Nord; ritenevano al contrario che nella Seconda Divisione Nord vi erano squadre non meno degne delle tre del Sud di giocare nella massima divisione. La Stampa, pur non mettendo assolutamente in dubbio la vittoria della Juventus (diversi giornali la davano già per campione d'Italia, suscitando le proteste della stampa capitolina), fece notare che nell'Alba giocavano comunque giocatori di un certo livello, molti dei quali (i sei undicesimi) avevano militato nella rappresentativa romana che solo due mesi prima, il 4 giugno, era riuscita addirittura nell'impresa di battere la Juventus in amichevole per 2-1. La Stampa stessa presentò la finalissima come banco di prova per le tre squadre del Sud neo-ammesse: se la migliore di esse, l'Alba, avesse perso contro la Juventus con un eccessivo divario, allora, ciò avrebbe significato che per tutte le tre rappresentanti del Sud salvarsi dalla retrocessione sarebbe stato molto complicato. La gara di andata della Finalissima si disputò a Torino e fu subito dominata dalla Juventus: portatisi subito in vantaggio, i bianconeri premettero per segnare una seconda rete, ma una serie di parate del portiere dell'Alba, Ricci (definito un meraviglioso portiere nella cronaca de La Stampa), sventarono numerose palle gol create dai bianconeri. Nell'unica palla gol creata dai romani in tutta la partita, anzi, l'Alba riuscì addirittura a raggiungere il beffardo pareggio, di Loprete, al 22° del primo tempo. Sempre per merito del portiere dell'Alba, che sventò numerose altre palle gol create dai bianconeri, il punteggio si mantenne sull'1-1 fino ai minuti finali del primo tempo, quando la Juventus segnò il 2-1. Nella ripresa i bianconeri dilagarono segnando altre cinque reti e vincendo 7-1. Al ritorno, disputato a Roma, non ci fu storia e i bianconeri dominarono l'incontro vincendolo per cinque reti a zero. I giornali del Nord si chiesero giustamente se la FIGC avesse fatto bene ad ammettere tre squadre del Sud al massimo torneo, se la migliore di esse in due gare aveva incassato dodici gol (a uno) contro la Juventus.
Dopo questa Finalissima, si chiuse un'era. Con la Carta di Viareggio del 1926 il governo fascista riorganizzò il campionato cancellando la divisione fra nord e sud, inaccettabile dal punto di vista degli ideali nazionalistici del regime. La Lega Sud fu di conseguenza abolita e tre sue formazioni, l'Alba Audace, la Fortitudo e il Napoli, furono ammesse alla nuova Divisione Nazionale; dieci società costituirono il Gruppo Sud della divisione cadetta, rinominata Prima Divisione, mentre tutte le altre furono inserite in Seconda Divisione (il terzo livello nazionale) da cui la Federazione aveva preso i sodalizi centro-meridionali nel 1912. In seguito alla debacle albina, le società del Nord escluse dalla massima divisione colsero l'occasione per protestare presso la Federazione per aver ammesso ben tre squadre della Lega Sud nel massimo campionato, sostenendo che l'esito schiacciante della finalissima contro la Juventus provava che esse non erano degne di competere nella Divisione Nazionale; il loro scopo era di convincere la FIGC a ridurre il numero di centro-meridionali ammesse al massimo campionato. Anche le società del Nord già certe del posto in Divisione Nazionale, tuttavia, protestarono, temendo che gli incontri interni contro le società centro-meridionali sarebbero stati disertati dal pubblico perché privi di ogni interesse effettivo, con conseguenti perdite di incassi, e lamentando le ingenti spese per viaggiare in treno fino a Roma o a Napoli. La Federazione, comunque, fedele al proposito di rendere il campionato davvero nazionale, non diede minimamente ascolto a tali proteste, anche se acconsentì a cambiare la formula per la Prima e la Seconda Divisione strutturandole su raggruppamenti di dieci squadre. Contestualmente, la Finalissima cessò di esistere, ma il termine rimase in voga nel linguaggio giornalistico a indicare una finale di particolare importanza.

## Statistiche

### Albo d'oro della Finalissima

#### Stagioni
| Stagione | Vincitore    | Secondo posto | Risultato                                                                        |
| -------- | ------------ | ------------- | -------------------------------------------------------------------------------- |
| 1912-13  | Pro Vercelli | Lazio         | Pro Vercelli-Lazio 6-0                                                           |
| 1913-14  | Casale       | Lazio         | Casale-Lazio 7-1 Lazio-Casale 0-2                                                |
| 1914-15  | -            | -             | Edizione non completata. Finalissima non disputata. Genoa campione (a tavolino). |
| 1919-20  | Inter        | Livorno       | Inter-Livorno 3-2                                                                |
| 1920-21  | Pro Vercelli | Pisa          | Pro Vercelli-Pisa 2-1                                                            |
| 1921-22  | Pro Vercelli | Fortitudo     | Fortitudo-Pro Vercelli 0-3 Pro Vercelli-Fortitudo 5-2                            |
| 1922-23  | Genoa        | Lazio         | Genoa-Lazio 4-1 Lazio-Genoa 0-2                                                  |
| 1923-24  | Genoa        | Savoia        | Genoa-Savoia 3-1 Savoia-Genoa 1-1                                                |
| 1924-25  | Bologna      | Alba Roma     | Bologna-Alba 4-0 Alba-Bologna 0-2                                                |
| 1925-26  | Juventus     | Alba Roma     | Juventus-Alba 7-1 Alba-Juventus 0-5                                              |

#### Finalissime vinte
| Squadra      | Titoli | Stagioni         |
| ------------ | ------ | ---------------- |
| Pro Vercelli | 3      | 1913, 1921, 1922 |
| Genoa        | 2      | 1923, 1924       |
| Casale       | 1      | 1914             |
| Inter        | 1      | 1920             |
| Bologna      | 1      | 1925             |
| Juventus     | 1      | 1926             |

### Campionato dell'Italia centrale e meridionale

#### Edizioni
| Stagione | Vincitore | Secondo posto         | Risultato                                                       |
| -------- | --------- | --------------------- | --------------------------------------------------------------- |
| 1912-13  | Lazio     | Naples                | Naples-Lazio 1-2 Lazio-Naples 1-1                               |
| 1913-14  | Lazio     | Internazionale Napoli | Lazio-Internazionale Napoli 1-0 Internazionale Napoli-Lazio 0-8 |
| 1914-15  | -         | -                     | Edizione non completata.                                        |
| 1919-20  | Livorno   | Fortitudo             | Livorno-Fortitudo 3-2                                           |
| 1920-21  | Pisa      | Livorno               | Pisa-Livorno 1-0                                                |
| 1921-22  | Fortitudo | Puteolana             | Fortitudo-Puteolana 2-0                                         |
| 1922-23  | Lazio     | Savoia                | Savoia-Lazio 3-3 Lazio-Savoia 4-1                               |
| 1923-24  | Savoia    | Alba Roma             | Savoia-Alba 2-0 Alba-Savoia 1-0 Spareggio: Savoia-Alba 2-0      |
| 1924-25  | Alba Roma | Anconitana            | Anconitana-Alba 1-3 Alba-Anconitana 1-0                         |
| 1925-26  | Alba Roma | Internaples           | Alba-Internaples 6-1 Internaples-Alba 1-1                       |

#### Titoli vinti
| Squadra   | Titoli | Edizioni         |
| --------- | ------ | ---------------- |
| Lazio     | 3      | 1913, 1914, 1923 |
| Alba Roma | 2      | 1925, 1926       |
| Livorno   | 1      | 1920             |
| Pisa      | 1      | 1921             |
| Fortitudo | 1      | 1922             |
| Savoia    | 1      | 1924             |